# مارلون غارنيت
مارلون غارنيت (بالإنجليزية: Marlon Garnett)‏ مواليد 3 يوليو 1975 في لوس أنجلوس، هو مدرب كرة سلة أمريكي ولاعب سابق. بدأ مسيرته الاحترافية في سنة 1998. يدرب فريق فينيكس صنز في الرابطة الوطنية لكرة السلة. يبلغ طوله 6 قدم 2 بوصة (1.9 م). اعتزل اللعب في 2013.

## المسيرة الاحترافية
لعب مع بوسطن سيلتكس في موسم 1998–1999، ثم لعب مع سي بي إستوديانتس في الدوري الإسباني من سنة 2000 إلى 2002، ثم لعب مع أولمبيا ميلانو في الدوري الإيطالي في موسم 2002–2003، ثم لعب مع تريفيزو لكرة السلة في موسم 2004–2005، ثم لعب مع بالاكانسترو فاريزي في الدوري الإيطالي في موسم 2005–2006، ثم لعب مع سي بي إستوديانتس في الدوري الإسباني في موسم 2006–2007، ثم لعب مع سبليت في موسم 2007–2008.

## روابط خارجية
- مارلون غارنيت على موقع إن بي أي (الإنجليزية)
- مارلون غارنيت على موقع سبورتس رفرنس (الإنجليزية)
- مارلون غارنيت على موقع الدوري الإسباني لكرة السلة (الإسبانية)
- مارلون غارنيت على موقع كرة السلة الأوروبية.كوم (الإنجليزية)
- مارلون غارنيت على موقع كلية كرة السلة في سبورتس رفرنس.كوم (الإنجليزية)
- مارلون غارنيت على موقع ريلجم (الإنجليزية)
- مارلون غارنيت على موقع بروبوليرز (الإنجليزية)
- مارلون غارنيت على موقع سبورتس رفرنس (الإنجليزية)
- مارلون غارنيت على موقع سبورتس رفرنس (الإنجليزية)